# Серюлла, Жорж-Симон
Жорж-Симон Серюлла (фр. Georges Simon Serullas; 1774—1832) — французский химик.
Сначала военно-полевой аптекарь, затем главный начальник фармацевтической части в армии Наполеона во время походов против Германии, России и Италии. С 1825 г. профессор химии в парижском Jardin des plantes. С этого времени он стал одним из наиболее деятельных французских химиков, открыл йодистый азот, циануровую и хлорную кислоты, работал с йодистыми и бромистыми соединениями металлоидов — фосфора, углерода, селена, сурьмы, изучал сложные эфирокислоты.
Член-корреспондент Петербургской академии наук c 21.12.1831 г.